# Iablunivka, Șîroke
Iablunivka (în ucraineană Яблунівка) este un sat în comuna Cervone din raionul Șîroke, regiunea Dnipropetrovsk, Ucraina.

## Demografie
Componența lingvistică a localității Iablunivka
     Ucraineană (92,31%)
     Rusă (6,84%)
     Alte limbi (0,85%)
Conform recensământului din 2001, majoritatea populației localității Iablunivka era vorbitoare de ucraineană (92,31%), existând în minoritate și vorbitori de rusă (6,84%).